# Allente
Allente är en distributör av TV via fiber och parabol. Företaget har över en miljon kunder i Danmark, Finland, Norge och Sverige.

## Historia
Företaget etablerades den 5 maj 2020 som en joint venture mellan de satellitdistribuerade betal-TV-delarna av Viasat och Canal Digital och ägs således till 50 % av Viaplay Group (då Nordic Entertainment Group) och till 50 % av Telenor. Övriga delar av Viasat, såsom Viaplay, ingick inte i affären utan drivs vidare av Viaplay Group.
2024 tillträdde Mahmoud Mustapha som ny VD på Allente sedan Jonas Gustafsson lämnat för att ta över som VD på Hemnet.